# Zacayuhual
Zacayuhual är en ort i Mexiko.   Den ligger i kommunen Axtla de Terrazas och delstaten San Luis Potosí, i den centrala delen av landet, 230 km norr om huvudstaden Mexico City. Zacayuhual ligger 94 meter över havet och antalet invånare är 111.
Terrängen runt Zacayuhual är kuperad västerut, men österut är den platt. Runt Zacayuhual är det ganska tätbefolkat, med 100 invånare per kvadratkilometer. Närmaste större samhälle är Tampacan, 15,4 km öster om Zacayuhual. I omgivningarna runt Zacayuhual växer huvudsakligen savannskog.